# Ungericht
Ungericht ist ein Begriff aus der mittelalterlichen deutschen Rechtssprache und bezeichnete ein vorsätzliches kriminelles Unrecht, das wegen seiner Schwere mit Strafen an Leib oder Leben geahndet wurde. Im Sachsenspiegel wird es von deliktischem Unrecht unterschieden, das mit einer Geldzahlung (Wer- oder Manngeld) gesühnt werden konnte.
Ein Ungericht wurde vor dem Halsgericht verhandelt. Bei Überführung des Missetäters bestand das Urteil stets in Körperstrafen, mindestens Verstümmelungen und meist in der Todesstrafe.
Die Todesstrafe wurde verhängt für Diebstahl, der über einen Umfang von drei Schillingen hinausging, Raubmord, Friedensbruch, Ehebruch, Vergewaltigung, Zauberei und Giftmischerei.